# Jurij Kurillo
Jurij Kurillo, slovenski zdravnik, naravoslovec, fotograf, publicist in prevajalec, * 2. marec 1933, Ljubljana, † maj 2025.
Kurillo, potomec ruskih priseljencev v Slovenijo, je po končanem študiju na Medicinski fakulteti v Ljubljani opravil specializacijo iz pediatrije in delal v različnih javnih zdravstvenih zavodih v Kranju in Ljubljani.
Znan je predvsem kot pisec naravoslovnih besedil in fotograf; svoja dela je objavljal v različnih naravoslovnih revijah, izdal je tri samostojne knjige ter sodeloval pri prevajanju več drugih del iz angleščine in nemščine. Fotografiral in razstavljal je od 1960. let kot član fotografskega društva Janez Puhar Kranj in imel naziv »Excellence« Mednarodne zveze za fotografsko umetnost. Tudi njegova žena Dragica se ukvarja s fotografijo.

## Izbor del
- S fotoaparatom v naravi, Ljubljana: Kmečki glas, 1981 (pisec in fotograf) (COBISS)
- Metulji Slovenije: priročnik za prepoznavanje in opazovanje naših metuljev, Ljubljana: Državna založba Slovenije, 1992 (pisec in fotograf) (COBISS)
- Živa narava v objektivu: mali fotografski priročnik, Ljubljana: Kmečki glas, 1994 (pisec in fotograf) (COBISS)
- Draga Tarman: Gozd: opazujem glive, rastline in živali, Ljubljana: DZS, 1998 (fotograf) (COBISS)
- Zarta ali Zarica: potopljena lepotica, Kranj: Zavod za varstvo narave, 2011, (soavtor, sourednik, fotograf) (COBISS)